# Перрекс
Перре́кс (фр. Perrex [peʁɛks]) — коммуна во Франции, находится в регионе Рона — Альпы. Департамент — Эн. Входит в состав кантона Пон-де-Вель. Округ коммуны — Бурк-ан-Брес.
Код INSEE коммуны — 01291.

## География
Коммуна расположена приблизительно в 360 км к юго-востоку от Парижа, в 55 км севернее Лиона, в 20 км к западу от Бурк-ан-Бреса.
По территории коммуны протекают реки Вель и Мантон.

## Климат
Климат полуконтинентальный с холодной зимой и тёплым летом. Дожди бывают нечасто, в основном летом.

## История
Первое упоминание о деревне относится к X веку.

## Население
Население коммуны на 2010 год составляло 826 человек.
| 1962 | 1968 | 1975 | 1982 | 1990 | 1999 | 2010 |
| ---- | ---- | ---- | ---- | ---- | ---- | ---- |
| 522  | 506  | 520  | 606  | 714  | 721  | 826  |

## Администрация
| Период | Период | Фамилия     | Партия | Примечания |
| ------ | ------ | ----------- | ------ | ---------- |
| 1995   | 2008   | Жерар Дюбуа |        |            |
| 2008   | 2020   | Бернар Дожа |        |            |

## Экономика
В 2010 году среди 533 человек трудоспособного возраста (15-64 лет) 421 были экономически активными, 112 — неактивными (показатель активности — 79,0 %, в 1999 году было 74,5 %). Из 421 активных жителей работали 395 человек (198 мужчин и 197 женщин), безработных было 26 (8 мужчин и 18 женщин). Среди 112 неактивных 28 человек были учениками или студентами, 64 — пенсионерами, 20 были неактивными по другим причинам.

## Достопримечательности
- Голубятня Мулен-Гран (XVII век). Исторический памятник с 1993 года[4]
- Церковь Успения (XII век)
- Мельница Корсан

## Фотогалерея

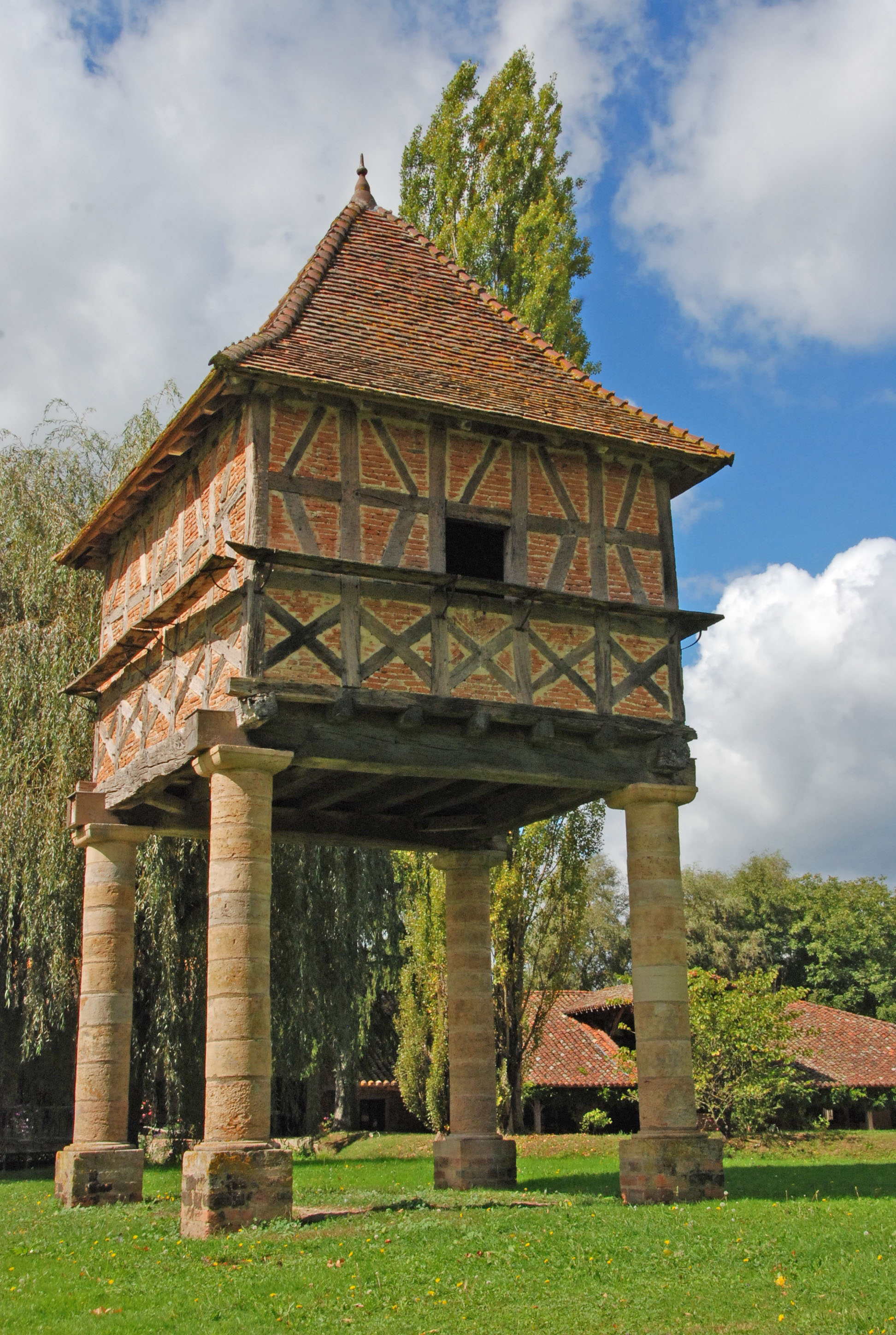
Голубятня Мулен-Гран
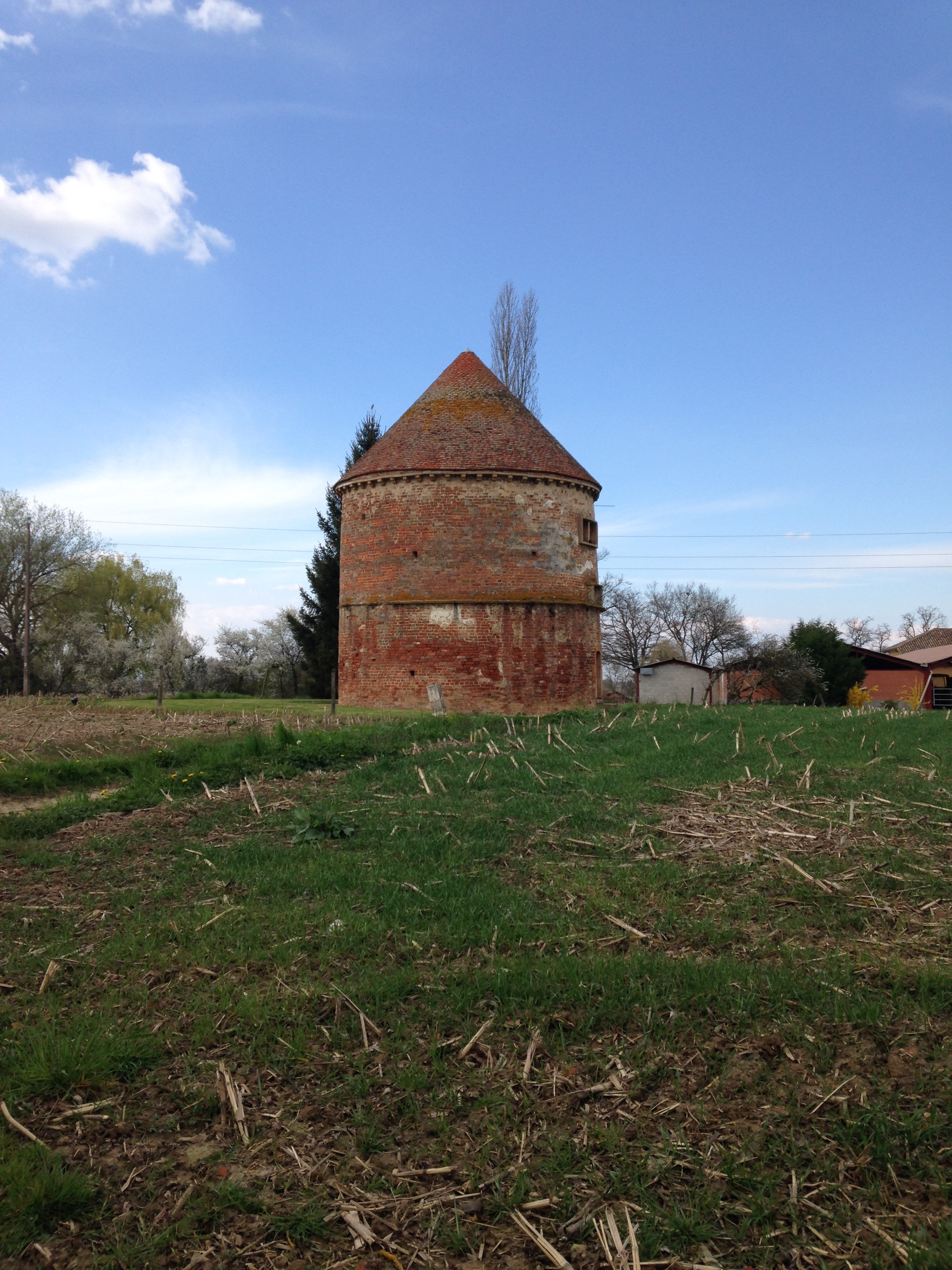
Голубятня
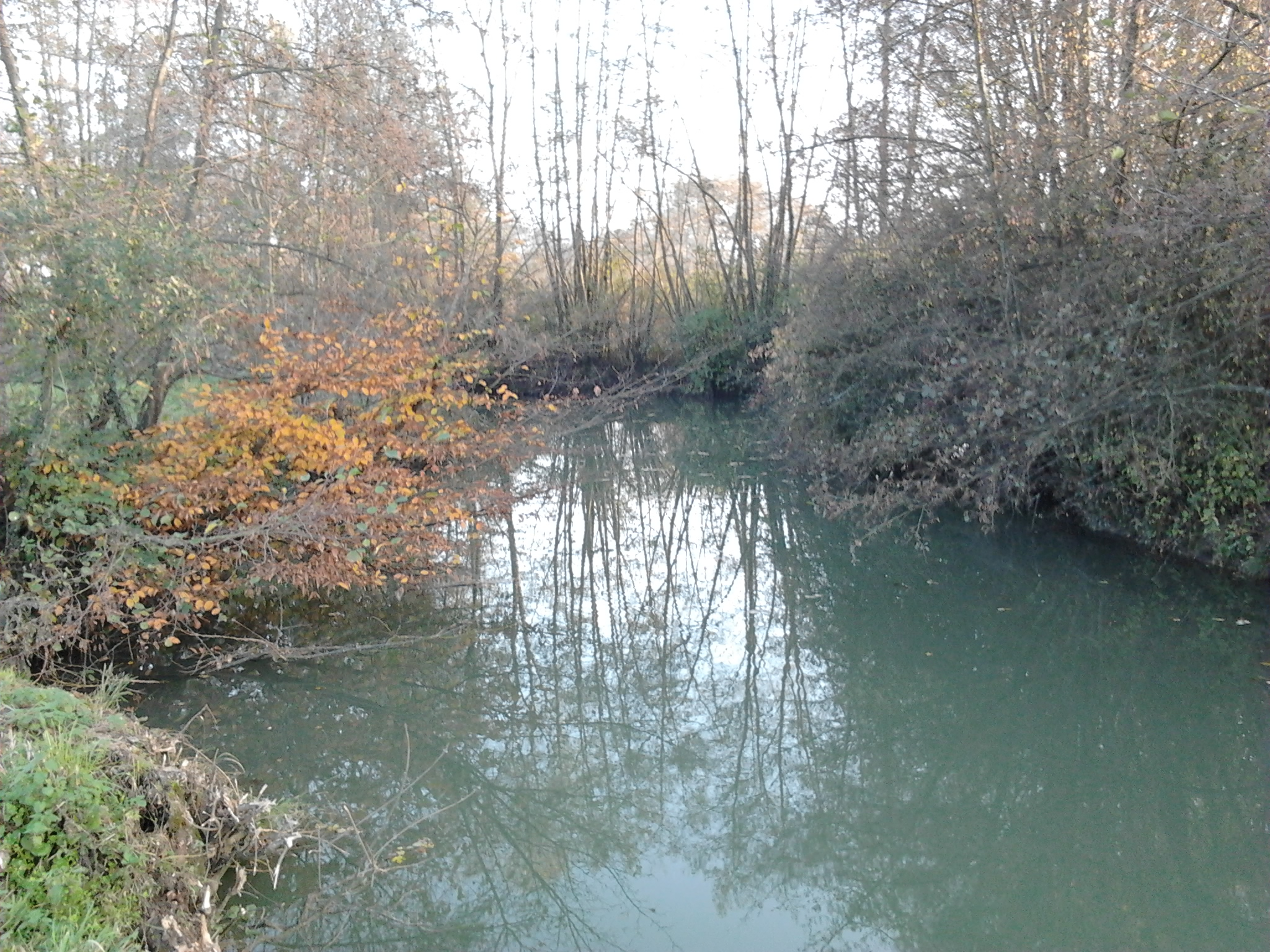
Река Ментон
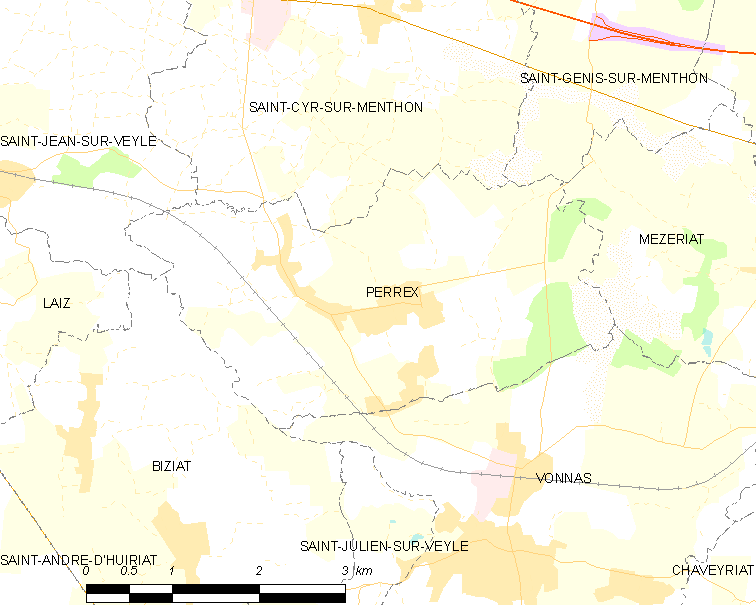
Карта коммуны